# Crassula cremnophila
Crassula cremnophila (van Jaarsv. & A.E.van Wyk, 1999) è una pianta succulenta appartenente alla famiglia delle Crassulaceae, endemica del Sudafrica.
L'epiteto specifico cremnophila deriva dal greco γκρεμός (nkremós, "scogliera") e φίλος (fίlos, "amico"), con riferimento alla diffusione della pianta su pareti rocciose.

## Descrizione

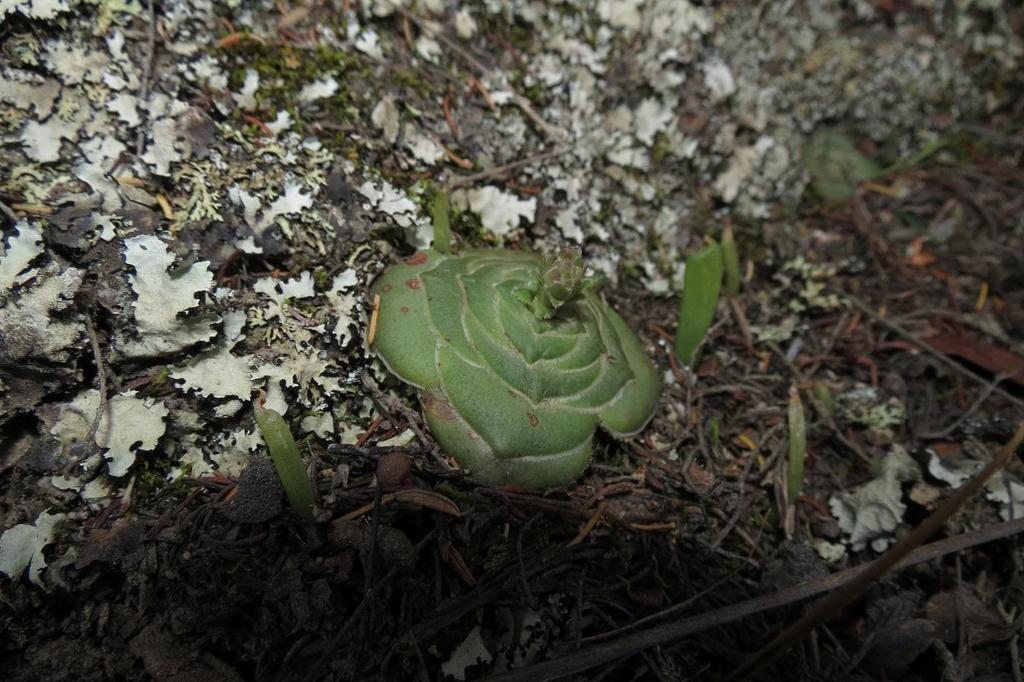
Rosetta singola di C. cremnophila.

C. cremnophila è una pianta perenne di piccole dimensioni e scarsamente ramificata, che forma gruppi composti da un massimo di 5 rosette alte fino a 12-25 millimetri.
Le foglie, disposte a coppie ed impilate le une sulle altre, hanno una forma ampiamente obovata e danno alla pianta l'aspetto di un corpo emisferico ampio circa 20–70 mm in diametro. Ciascuna di queste, di colore verde-glauco, misura circa 15–35 mm in lunghezza per 10–32 mm in larghezza, ha apici da arrotondati a subacuti e una superficie glabra, con margini ciliati.
Le infiorescenze a tirso dalla forma globulare, che si sviluppano tra primavera ed estate in posizione terminale, sono sorrette da un peduncolo lungo circa 35 mm su cui si trovano alcune coppie di brattee lanceolate, lunghe 7 mm e larghe 2 mm.
I fiori, da sessili a sorretti da un pedicello lungo circa 1 mm, presentano un calice formato da sepali oblungo-lanceolati, lunghi 1 mm e larghi circa 3 mm, con apici acuti e margine cigliato. La corolla, di colore rosato, è composta da petali non fusi tra loro, lunghi 7 mm per 1,5 mm in larghezza, dalla forma oblungo-oblanceolata ed apici da ottusi a subacuti. Gli stami portano delle antere di colore giallo.

## Distribuzione e habitat
C. cremnophila è una specie rara, endemica in una ristretta area nella Provincia del Capo Orientale, nell'area compresa tra il fiume Kouga ed il fiume Baviaanskloof, suo principale affluente.
Il suo areale è incluso nelle due ecoregioni di fynbos e Macchia di Albany, dove la si può trovare negli anfratti di ombreggiate pareti rocciose. Di questa specie sono attualmente note due sole popolazioni ma, nonostante la diffusione limitata ad una EOO (Extent Of Occurance) inferiore di 500 km2, non risulta minacciata grazie all'isolamento dell'area, inaccessibile per il pascolo degli animali, e all'istituzione di alcune aree protette come la Baviaanskloof Mega Reserve.